# Otto von Bülow
Otto von Bülow (16 de outubro de 1911 - 5 de janeiro de 2006) foi um oficial da Kriegsmarine que atuou durante a Segunda Guerra Mundial.

## História
Otto von Bülow passou os seus primeiros 10 anos de serviço militar servindo nos grandes navios de guerra Deutschland e Schleswig-Holstein, e em diversas unidades anti-aéreas, entrando para a força U-Boot no mês de abril de 1940, assumindo sete meses mais tarde o comando de seu primeiro U-Boot, o U-3, pertencente à 21. Unterseebootsflottille.
No mês de Agosto seguinte, Bülow comissionou o U-404 em Danzigue, U-Boot este em que ele seria bem sucedido, realizando a sua primeira patrulha de guerra no mês de Janeiro de 1942. Nas sua próximas cinco patrulha. Bülow afundou 14 embarcações inimigas, incluindo o destroyer brtiânico HMS Veteran (1120 toneladas).
Büllow atacou no dia 23 de abril de 1943 um comboio aliado com dois torpedos FAT e dois torpedos G7e. Estes quatro disparos foram em direção do HMS Biter, mas Büllow pensou estar atacando o USS Ranger.
Após ouvir as explosões, Bülow realizou uma transmissão ao alto comando em que anunciava o afundamento da embarcação inimiga. Após ter assumido o afundamento do navio de guerra, Büllow foi indicado para receber a Cruz de Cavaleiro da Cruz de Ferro, condecoração esta data pessoalmente por Hitler quando ele retornou para a base.
Os norte-americanos acusaram o comandante como sendo um covarde, já que sabia que tinha afundado o Bitter ao invés do Ranger. Após os alemães saberem da verdade, o seu número de vitórias foi modificado e Bülow deixou o comando do U-404.
No mês de Setembro de 1943, o Korvkpt. Bülow refundou a 23. Unterseebootsflottille em Danzigue, local onde os futuros comandantes de U-Boot receberiam o seu treinamento.
Em seguida ele comissionou o U-2545 na primavera de 1945, sendo um dos poucos comandantes de U-Boot com altas condecorações a comandarem os Eletro U-Boots (Tipo XXI e o pequeno Tipo XXIII). Nas últimas semanas de guerra, Bülow comandou o Marinesturmbataillon I (Batalhão de Assalto Naval I).
Após o termino da Segunda Guerra Mundial, Bülow passou três meses em cativeiro britânico, sendo solto logo em seguida. Retornou para a Nova Bundesmarine no mês de Julho de 1956.
Bülow comissionou o destroyer Z-6 no ano de 1960 em Charleston, na Carolina do Sul, sendo que este era o antigo destroyer norte-americano USS Charles Ausburne. No mês de março de 1963 ele se tornou o comandante da 3. Zerstörergeschwader, se retirando do serviço militar no ano de 1970, tendo passado estes últimos cinco anos de serviço como Kapitän zur See e chefe da guarnição de Hamburgo.
Otto von Bülow faleceu em Hamburgo no dia 5 de janeiro de 2006 aos 94 anos de idade.

## Carreira

### Patentes
| 9 de Janeiro de 1930 | Seekadett            |
| 1 de Janeiro de 1932 | Fähnrich zur See     |
| 1 de Abril de 1934   | Oberfähnrich zur See |
| 1 de Janeiro de 1935 | Leutnant zur See     |
| 1 de Junho de 1936   | Oberleutnant zur See |
| 1 de Junho de 1939   | Kapitänleutnant      |
| 1 de Junho de 1943   | Korvettenkapitän     |

### Condecorações
| 6 de Abril de 1942    | Cruz de Ferro 2ª Classe                                   |
| 6 de Abril de 1942    | Cruz de Ferro 1ª Classe                                   |
| 20 de Outubro de 1942 | Cruz de Cavaleiro da Cruz de Ferro                        |
| 26 de Abril de 1943   | Cruz de Cavaleiro da Cruz de Ferro com Folhas de Carvalho |
| Maio de 1943          | Badge de Guerra dos U-boot com diamantes                  |
| 20 de Abril de 1944   | Cruz de Mérito de Guerra 2ª Classe com Espadas            |

### Patrulhas
|       | Comandante            | Partida                 | Partida     | Chegada                | Chegada     | Dias     | Toneladas |
| ----- | --------------------- | ----------------------- | ----------- | ---------------------- | ----------- | -------- | --------- |
| 1     | Kptlt. Otto von Bülow | 17 de janeiro de 1942   | Kiel        | 1 de fevereiro de 1942 | Lorient     | 16 dias  |           |
| 2     | Kptlt. Otto von Bülow | 14 de fevereiro de 1942 | Lorient     | 4 de abril de 1942     | Brest       | 50 dias  | 22653     |
| 3     | Kptlt. Otto von Bülow | 6 de maio de 1942       | Brest       | 14 de julho de 1942    | St. Nazaire | 70 dias  | 31061     |
| 4     | Kptlt. Otto von Bülow | 23 de agosto de 1942    | St. Nazaire | 13 de outubro de 1942  | St. Nazaire | 52 dias  | 17809     |
| 5     | Kptlt. Otto von Bülow | 21 de dezembro de 1942  | St. Nazaire | 6 de fevereiro de 1943 | St. Nazaire | 48 dias  |           |
| 6     | Kptlt. Otto von Bülow | 21 de março de 1943     | St. Nazaire | 3 de maio de 1943      | St. Nazaire | 44 dias  | 17736     |
| Total | Total                 | Total                   | Total       | Total                  | Total       | 280 dias | 89259 t   |

### Sucessos
- 14 navios afundados num total de 71450 GRT
- 1 navio de guerra afundado totalizando 1120 toneladas
- 2 navios danificados num total de 16689 GRT

| Data                   | U-Boot | Nome da Embarcação    | Toneladas | Nacionalidade   |
| ---------------------- | ------ | --------------------- | --------- | --------------- |
| 5 de março de 1942     | U-404  | Collamer              | 5112      | norte-americano |
| 13 de março de 1942    | U-404  | Tolten                | 1858      | chileno         |
| 14 de março de 1942    | U-404  | Lemuel Burrows        | 7610      | norte-americano |
| 17 de março de 1942    | U-404  | San Demetrio          | 8073      | britânico       |
| 30 de maio de 1942     | U-404  | Alcoa Shipper         | 5491      | norte-americano |
| 1 de junho de 1942     | U-404  | West Notus            | 5492      | norte-americano |
| 3 de junho de 1942     | U-404  | Anna                  | 1345      | sueco           |
| 24 de junho de 1942    | U-404  | Ljubica Matkovic      | 3289      | iuguslavo       |
| 25 de junho de 1942    | U-404  | Manuela               | 4772      | norte-americano |
| 25 de junho de 1942    | U-404  | Nordal                | 3845      | panamense       |
| 27 de junho de 1942    | U-404  | Moldanger             | 6827      | norueguês       |
| 11 de setembro de 1942 | U-404  | Marit II (danificado) | 7417      | norueguês       |
| 12 de setembro de 1942 | U-404  | Daghild (danificado)  | 9272      | norueguês       |
| 26 de setembro de 1942 | U-404  | HMS Veteran (D 72)    | 1120      | britânico       |
| 29 de março de 1943    | U-404  | Nagara                | 8791      | britânico       |
| 30 de março de 1943    | U-404  | Empire Bowman         | 7031      | britânico       |
| 12 de abril de 1943    | U-404  | Lancastrian Princ     | 1914      | britânico       |
| Total                  | Total  | Total                 | 89 259    |                 |